# Dompada
Dompada fou un estat tributari protegit d'Orissa, del tipus zamindari. Era proper a Bhubaneswar i a la vora del riu Mahanadi. El va fundar el Raja de Banki (al districte de Cuttack) al segle XVII com a donació pel seu segon fill al que va nomenar raja de Dompada. Actualment una bona part l'ocupa el Chandaka-Dompada Wildlife Sanctuary.

## Llista de rajes
- Raja PURUSHOTTAM MANSINGH Bhramarbar Rai
- Raja RAGHUNATH MANSINGH Bhramarbar Rai
- Raja BRAJENDRA MANSINGH Bhramarbar Rai finals del segle XIX
- Raja BHIBUDENDRA MANSINGH Bhramarbar Rai segle XX
- Raja AMARENDRA MANSINGH Bhramabar Rai (nascut Rajkumar Brajesh Pratap Singh Deo, quart fill de Raja SHURA PRATAP SINGH Deo Mahindra Bahadur de Dhenkanal, adoptat) ?-1953 (+1996)